# John DeLorean
John DeLorean (ur. 6 stycznia 1925 w Detroit, zm. 19 marca 2005 w Summit) – amerykański przedsiębiorca.

## Życiorys
John Zachary DeLorean urodził się w 1925 roku w Detroit w amerykańskim stanie Michigan, był najstarszym z czterech synów. Jego ojcem był Zachary DeLorean, imigrant z Rumunii i pracownik Ford Motor Company, a matką pochodząca z Austro-Węgier Kathryn Pribak DeLorean, pracownica General Electric. Rodzice rozwiedli się w 1942 roku, gdyż ojciec Johna był alkoholikiem.
DeLorean uczęszczał do technikum w Detroit, a następnie na Lawrence Institute of Technology. Od 1943 roku służył w amerykańskim wojsku. W 1948 roku uzyskał tytuł licencjata, a w 1952 magistra.
W 1953 pracował w Chryslerze, następnie zatrudnił się w Packard Motor Company. Zarząd Packarda zdecydował o połączeniu podupadającej firmy ze Studebaker Corporation w 1954 roku, zaś DeLorean otrzymał ofertę pracy w General Motors, którą w 1956 przyjął, wybierając pracę w zespole marki Pontiac jako asystent głównego inżyniera. W 1961 roku DeLorean awansował na stanowisko głównego inżyniera działu. Opracował w tym okresie sportowy model koncepcyjny Pontiac Banshee oraz silnik OHC 6. W roku 1964 wprowadził natomiast do produkcji sportowy Pontiac GTO bazujący technicznie na modelu Tempest, dzięki któremu Pontiac zaczął być utożsamiany z samochodami sportowymi. W odpowiedzi na sukces Forda Mustanga, DeLorean opracował w 1966 roku opływowy model Banshee II, który miał reprezentować Pontiaca w segmencie pony car, ale projekt został odrzucony jako wewnętrzna konkurencja dla Chevroleta. DeLorean otrzymał następnie zadanie przestylizowania Chevroleta Camaro, który miał być sprzedawany pod marką Pontiac Firebird (od 1967 r.).
15 lutego 1969 roku DeLorean ponownie został awansowany, rozpoczynając pracę dla Chevroleta, sztandarowej marki General Motors.
DeLorean odszedł w 1972 z General Motors, zakładając przedsiębiorstwo DeLorean Motor Company, które miało opracować własny model samochodu. Jedynym wprowadzonym do produkcji modelem był DeLorean DMC-12, dwumiejscowy samochód sportowy, który w kulturze popularnej znany jest z cyklu filmów Powrót do przyszłości. Ostatecznie, z powodu pojawienia się lepszych aut konkurencyjnych firm i kryzysu na rynku amerykańskim, produkcja przestała być opłacalna. Dodatkowo DeLorean nie był w stanie spłacać wierzytelności wobec brytyjskiego rządu i w lutym 1982 roku był zmuszony ogłosić upadłość przedsiębiorstwa.

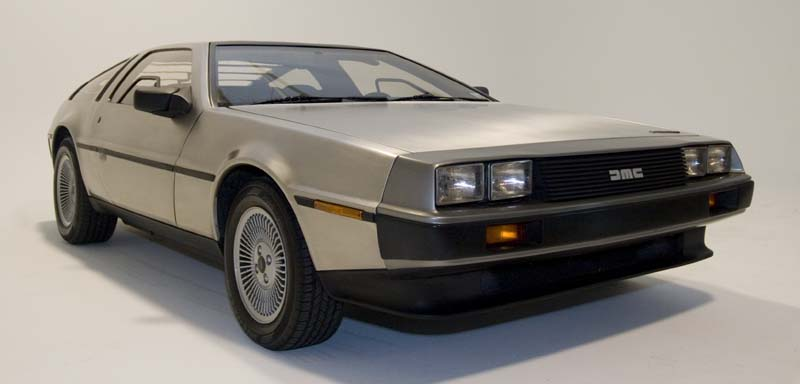
DeLorean DMC-12

19 października 1982 roku DeLorean został aresztowany przez FBI pod zarzutem handlu narkotykami. W 1984 r. rozpoczął się jego proces. Ostatecznie został uniewinniony przez ławę przysięgłych. W 1999 roku ogłosił bankructwo osoby fizycznej. 

## Życie prywatne i śmierć
Był czterokrotnie żonaty. W 1985 r. rozwiódł się z trzecią żoną – modelką i aktorką Christiną Ferrare.
Zmarł 19 marca 2005 r. w szpitalu w Summit, w wyniku powikłań po udarze, miał 80 lat. Został pochowany na White Chapel Cemetery w Troy w Michigan.